# Тхэхваган
Тхэхваган (кор. 태화강?, 太和江?) — река в городе-метрополии Ульсан (Республика Корея), проходящая через весь город.
Истоки Тхэхвагана находятся на горе Пэгунсан в уезде Ульчу города-метрополиса Ульсан. Длина реки — 41,5 километра. Площадь водосбора составляет 626 км². Развитие промышленной зоны в долине Ульсан в нижнем течении реки привело к увеличению потребности в воде, для удовлетворения которой верхнее течение было в трёх местах перекрыто плотинами.
Через реку перекинуто 33 моста, большинство из которых связывает северную и южную части Ульсана.